# دومينغو كارفالو
دومينغو كارفالو (بالإسبانية: Aníbal Carvallo)‏ هو لاعب كرة قدم ومدرب كرة قدم تشيلي في مركز الهجوم، ولد في 1 مايو 1990 في لوتا في تشيلي. شارك مع منتخب تشيلي لكرة القدم. أما مع النوادي، فقد لعب مع ديبورتيس إيكيكي وكولو-كولو.

## وصلات خارجية
- دومينغو كارفالو على موقع قاعدة بيانات كرة القدم.إي يو (الإنجليزية)
- دومينغو كارفالو على موقع ناشيونال فوتبول تيمز (الإنجليزية)
- دومينغو كارفالو على موقع Soccerway.com (الإنجليزية)
- دومينغو كارفالو على موقع عالم كرة القدم.نت (الإنجليزية)